# ПостНаука
ПостНаука — проект  и образовательная платформа о современной фундаментальной науке и учёных, которые её создают, о популяризации научных знаний. Основная идея проекта в том, что авторами выступают сами учёные, которые говорят об исследованиях от первого лица. В настоящее время издательский дом «ПостНаука» объединяет ряд сетевых и книжных проектов на русском и английском языках.

## История
В начале 2010-х учёный-религиовед Ивар Максутов и его коллега Елена Верёвкина организовали в Москве показ лекций TED для общественной аудитории и последующее их обсуждение. Из этого начинания родился проект «ПостНаука». Офлайн-версия проекта (лекции, ивенты) была запущена в январе 2012 года, а сайт, ставший впоследствии основным ресурсом, был открыт для посетителей 24 мая. 8 ноября 2012 года была запущена программа «Перспективы» — цикл бесед с учёными о науке в её настоящем и будущем, об их профессии и месте их дисциплины в системе научного знания.

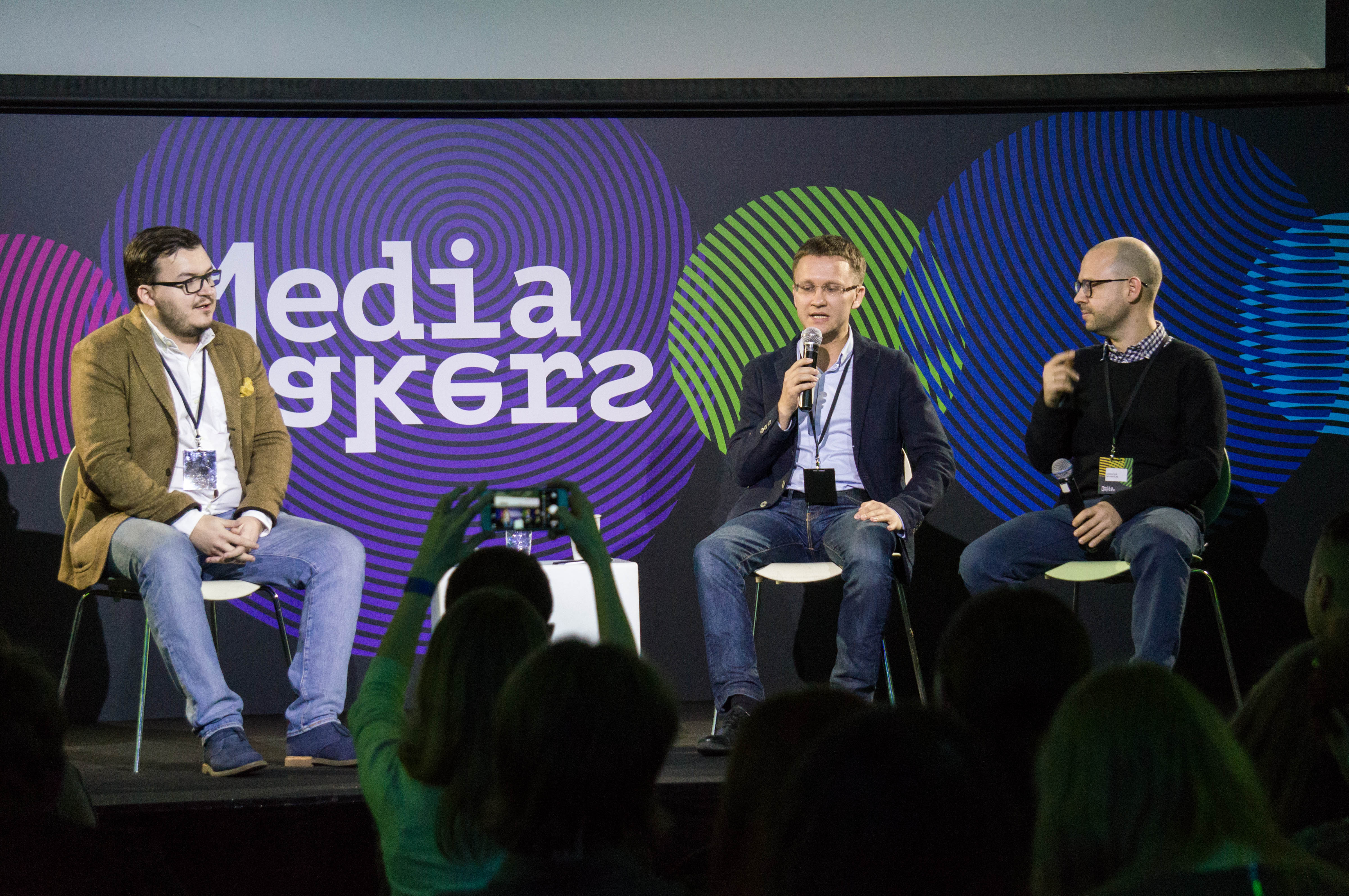
Основатель «ПостНауки» Ивар Максутов (слева), Илья Курмышев (РВК) и Алексей Мунипов (Arzamas) на конференции MediaMakers 2015

Со временем проект расширялся и превратился в полноценный издательский дом, в который в разное время входили, помимо интернет-издания, коммуникационное агентство «Постнаука.Specials», англоязычное издание Serious Science, ивент-подразделение «Постнаука.Academy», книжный проект «Библиотека Постнауки». В 2019 году соучредителем ИД стал крупный инвестор — российский предприниматель Роман Авдеев. В 2022 году Авдеев ушёл из проекта по причине разногласий с основателем «ПостНауки» Иваром Максутовым.

## Современное состояние проекта
На сайте публикуются различные материалы — статьи, лекции, образовательные мультфильмы, курсы, вебинары и так далее. Более половины материалов составляют видеолекции о достижениях фундаментальной науки и современных технологиях и интервью с учёными. Среднемесячная аудитория проекта составляет около 380000 уникальных посетителей. Youtube-канал проекта «Постнаука», зарегистрированный в 2011 году и начавший свою работу в 2012-м, насчитывает более 1,3 миллиона подписчиков и 3,8 тысяч видеороликов. Сообщество «Постнауки» в социальной сети «Вконтакте» составляет более полумиллиона пользователей.
В подготовке материалов уже приняло участие более 800 экспертов из разных исследовательских областей, в том числе несколько нобелевских лауреатов. Среди последних — Харольд Крото (лауреат Нобелевской премии по химии за 1996 год), Рой Глаубер (лауреат Нобелевской премии по физике за 2005 год), Вольфганг Кеттерле (лауреат Нобелевской премии по физике за 2001 год) и так далее[обновить данные].
Среди участников проекта —  биолог Станислав Дробышевский, биолог Михаил Гельфанд, биолог Константин Северинов, социолог Александр Филиппов, физик Валерий Рубаков, социолог Кирилл Титаев, востоковед Владимир Емельянов и другие.
«ПостНаука» работает не только как портал популяризации науки, но и как образовательная платформа. Среди преподавателей подразделения ПостНаука.Academy — Станислав Дробышевский, Диана Гаспарян, Екатерина Тарасова, Иван Зуенко и другие.
В рамках проекта регулярно запускаются специальные проекты различного уровня. Например:
- Краткая история всего. 50 анимационных эпизодов, рассказывающих о различных явлениях и событиях[23].
- Языки России. Мультимедийная энциклопедия языков России [24][25].
- Мир вещей. О различных материалах настоящего и будущего[26].
- Наука здоровой жизни. О ЗОЖ с научной точки зрения[27].
- Банк знаний. О профессиях и компетенциях будущего[28].

## Serious Science
В 2013 году Ивар Максутов основал англоязычное подразделение «ПостНауки», получившее название Serious Science. Как и в случае «ПостНауки», проект начинался с записи лекций известных учёных и популяризаторов науки. К 2024 году количество спикеров Serious Science превысило несколько сотен, среди них — восемь нобелевских лауреатов, а сам проект является независимым от «ПостНауки».

## Книжная серия
В 2016 году «ПостНаука» совместно с издательством «Альпина нон-фикшн» запустила собственную книжную серию «Библиотека ПостНауки». В рамках серии были выпущены книги:
- Михаил Полуэктов. Загадки сна. От бессонницы до летаргии
- Максим Франк-Каменецкий. Самая главная молекула. От структуры ДНК к биомедицине XXI века
- Владимир Алпатов. Языкознание. От Аристотеля до компьютерной лингвистики
- Сергей Попов. Суперобъекты. Звёзды размером с город
- Александр Пиперски. Конструирование языков. От эсперанто до дотракийского
- Станислав Дробышевский. Байки из грота. 50 историй из жизни древних людей
- Дмитрий Бовыкин, Александр Чудинов. Французская революция

Александр Пиперски с книгой «Конструирование языков. От эсперанто до дотракийского» стал лауреатом премии «Просветитель» 2017 года в номинации «Гуманитарные науки».

## Форматы
Проект имеет несколько форматов. Среди них можно выделить:
- Лонгриды. Длинные текстовые статьи на научные темы.
- Журнал. Статьи и фрагменты исследований.
- Лекции. Записи лекций учёных на различные темы.
- Вопрос учёному. Ответы на важные и сложные научные вопросы, которые в краткой форме дают известные учёные.
- Talks. Текстовые интервью с учёными: те рассказывают о своей биографии, причинах выбора профессии, а также делают прогнозы развития своей профессиональной области.
- От редакции. Формат, в рамках которого приводится 5 фактов о какой-либо научной теме (стволовых клетках, болезни Альцгеймера, инквизиции и так далее).
- Главы. Главы из новых научно-популярных книг.
- 5 книг и Книги. Подборки научно-популярной литературы по тематикам.

Все видеоматериалы — лекций, обзоры и так далее — сгруппированы в подраздел ПостНаука.TV. Навигацию по тематикам можно осуществлять посредством раздела Гиды, где каждый «гид» компилирует статьи по какой-либо научной теме.

## Награды
- 2015 год: премия «За верность науке» Министерства образования и науки Российской Федерации в категории «Лучший онлайн-проект о науке»[34].
- 2017 год: премия «За верность науке» Министерства образования и науки Российской Федерации в категории «Лучший онлайн-проект о науке»[35].
- 2021 год: премия «За верность науке» Министерства образования и науки Российской Федерации — специальный приз госкорпорации «Росатом» за популяризацию атомной отрасли (проект «Путь атома»)[36].